# Викентий (имя)
Вике́нтий (лат. Vincentius; vincens — «побеждающий») — мужское имя латинского происхождения.

## Известные носители имени
- Викентий Аженский, диакон, священномученик из Гаскони († около 300) — память 9 июня.
- Викентий Леринский, христианский святой V века, известный богослов Южной Галлии.
- Викентий Сарагосский (Августопольский) († 304) — память 11 ноября. Родом из Испании, был диаконом в Августополе (Сарагоса); в гонение Диоклетиана был распят в Валенсии, затем сожжён на железной решётке.